# Bernardo Lopes
Bernardo Morgado Gaspar Lopes (Cascais, 30 luglio 1993) è un calciatore portoghese naturalizzato gibilterriano, difensore del Lincoln Red Imps.

## Carriera

### Club
In carriera ha giocato 14 partite nei turni preliminari delle coppe europee, di cui 7 per la Champions League e 7 per l'Europa League, tutte con il Lincoln Red Imps.

### Nazionale
Nato e cresciuto in Portogallo, nel marzo 2022 diviene cittadino britannico d'oltremare, ottenendo la possibilità di rappresentare Gibilterra. Nello stesso mese viene convocato in nazionale per le amichevoli contro Grenada e Fær Øer.
Debutta il successivo 23 marzo, giocando da titolare la gara pareggiata per 0-0 contro Grenada.

## Statistiche

### Cronologia presenze e reti in nazionale
| Cronologia completa delle presenze e delle reti in nazionale ― Gibilterra | Cronologia completa delle presenze e delle reti in nazionale ― Gibilterra | Cronologia completa delle presenze e delle reti in nazionale ― Gibilterra | Cronologia completa delle presenze e delle reti in nazionale ― Gibilterra | Cronologia completa delle presenze e delle reti in nazionale ― Gibilterra | Cronologia completa delle presenze e delle reti in nazionale ― Gibilterra | Cronologia completa delle presenze e delle reti in nazionale ― Gibilterra | Cronologia completa delle presenze e delle reti in nazionale ― Gibilterra |
| Data                                                                      | Città                                                                     | In casa                                                                   | Risultato                                                                 | Ospiti                                                                    | Competizione                                                              | Reti                                                                      | Note                                                                      |
| ------------------------------------------------------------------------- | ------------------------------------------------------------------------- | ------------------------------------------------------------------------- | ------------------------------------------------------------------------- | ------------------------------------------------------------------------- | ------------------------------------------------------------------------- | ------------------------------------------------------------------------- | ------------------------------------------------------------------------- |
| 23-3-2022                                                                 | Gibilterra                                                                | Gibilterra                                                                | 0 – 0                                                                     | Grenada                                                                   | Amichevole                                                                | -                                                                         |                                                                           |
| 26-3-2022                                                                 | Gibilterra                                                                | Gibilterra                                                                | 0 – 0                                                                     | Fær Øer                                                                   | Amichevole                                                                | -                                                                         |                                                                           |
| 2-6-2022                                                                  | Tbilisi                                                                   | Georgia                                                                   | 4 – 0                                                                     | Gibilterra                                                                | UEFA Nations League 2022-2023 - 1º turno                                  | -                                                                         |                                                                           |
| 5-6-2022                                                                  | Gibilterra                                                                | Gibilterra                                                                | 0 – 2                                                                     | Macedonia del Nord                                                        | UEFA Nations League 2022-2023 - 1º turno                                  | -                                                                         |                                                                           |
| 9-6-2022                                                                  | Gibilterra                                                                | Gibilterra                                                                | 1 – 1                                                                     | Bulgaria                                                                  | UEFA Nations League 2022-2023 - 1º turno                                  | -                                                                         |                                                                           |
| 12-6-2022                                                                 | Skopje                                                                    | Macedonia del Nord                                                        | 4 – 0                                                                     | Gibilterra                                                                | UEFA Nations League 2022-2023 - 1º turno                                  | -                                                                         | 6’                                                                        |
| 23-9-2022                                                                 | Razgrad                                                                   | Bulgaria                                                                  | 5 – 1                                                                     | Gibilterra                                                                | UEFA Nations League 2022-2023 - 1º turno                                  | -                                                                         |                                                                           |
| 26-9-2022                                                                 | Gibilterra                                                                | Gibilterra                                                                | 1 – 2                                                                     | Georgia                                                                   | UEFA Nations League 2022-2023 - 1º turno                                  | -                                                                         |                                                                           |
| 16-11-2022                                                                | Gibilterra                                                                | Gibilterra                                                                | 2 – 0                                                                     | Liechtenstein                                                             | Amichevole                                                                | -                                                                         |                                                                           |
| 19-11-2022                                                                | Gibilterra                                                                | Gibilterra                                                                | 1 – 0                                                                     | Andorra                                                                   | Amichevole                                                                | -                                                                         |                                                                           |
| 24-3-2023                                                                 | Faro                                                                      | Gibilterra                                                                | 0 – 3                                                                     | Grecia                                                                    | Qual. Euro 2024                                                           | -                                                                         |                                                                           |
| 27-3-2023                                                                 | Rotterdam                                                                 | Paesi Bassi                                                               | 3 – 0                                                                     | Gibilterra                                                                | Qual. Euro 2024                                                           | -                                                                         |                                                                           |
| 16-6-2023                                                                 | Faro                                                                      | Gibilterra                                                                | 0 – 3                                                                     | Francia                                                                   | Qual. Euro 2024                                                           | -                                                                         |                                                                           |
| 19-6-2023                                                                 | Dublino                                                                   | Irlanda                                                                   | 3 – 0                                                                     | Gibilterra                                                                | Qual. Euro 2024                                                           | -                                                                         |                                                                           |
| 6-9-2023                                                                  | Ta' Qali                                                                  | Malta                                                                     | 1 – 0                                                                     | Gibilterra                                                                | Amichevole                                                                | -                                                                         | 57’                                                                       |
| 21-3-2024                                                                 | Faro                                                                      | Gibilterra                                                                | 0 – 1                                                                     | Lituania                                                                  | UEFA Nations League 2022-2023 - Playout                                   | -                                                                         |                                                                           |
| 26-3-2024                                                                 | Kaunas                                                                    | Lituania                                                                  | 1 – 0                                                                     | Gibilterra                                                                | UEFA Nations League 2022-2023 - Playout                                   | -                                                                         |                                                                           |
| 3-6-2024                                                                  | Faro                                                                      | Gibilterra                                                                | 0 – 2                                                                     | Scozia                                                                    | Amichevole                                                                | -                                                                         |                                                                           |
| 6-6-2024                                                                  | Faro                                                                      | Gibilterra                                                                | 0 – 0                                                                     | Galles                                                                    | Amichevole                                                                | -                                                                         |                                                                           |
| 4-9-2024                                                                  | Gibilterra                                                                | Gibilterra                                                                | 1 – 0                                                                     | Andorra                                                                   | Amichevole                                                                | -                                                                         |                                                                           |
| 8-9-2024                                                                  | Gibilterra                                                                | Gibilterra                                                                | 2 – 2                                                                     | Liechtenstein                                                             | UEFA Nations League 2024-2025 - 1º turno                                  | -                                                                         |                                                                           |
| 10-10-2024                                                                | Gibilterra                                                                | Gibilterra                                                                | 1 – 0                                                                     | San Marino                                                                | UEFA Nations League 2024-2025 - 1º turno                                  | -                                                                         |                                                                           |
| 13-10-2024                                                                | Vaduz                                                                     | Liechtenstein                                                             | 0 – 0                                                                     | Gibilterra                                                                | UEFA Nations League 2024-2025 - 1º turno                                  | -                                                                         |                                                                           |
| 15-11-2024                                                                | Serravalle                                                                | San Marino                                                                | 1 – 1                                                                     | Gibilterra                                                                | UEFA Nations League 2024-2025 - 1º turno                                  | -                                                                         |                                                                           |
| 19-11-2024                                                                | Gibilterra                                                                | Gibilterra                                                                | 1 – 1                                                                     | Moldavia                                                                  | Amichevole                                                                | -                                                                         |                                                                           |
| 22-3-2025                                                                 | Nikšić                                                                    | Montenegro                                                                | 3 – 1                                                                     | Gibilterra                                                                | Qual. Mondiali 2026                                                       | -                                                                         | 83’                                                                       |
| 25-3-2025                                                                 | Faro                                                                      | Gibilterra                                                                | 0 – 4                                                                     | Rep. Ceca                                                                 | Qual. Mondiali 2026                                                       | -                                                                         | 25’                                                                       |
| 6-6-2025                                                                  | Faro                                                                      | Gibilterra                                                                | 0 – 7                                                                     | Croazia                                                                   | Qual. Mondiali 2026                                                       | -                                                                         |                                                                           |
| 9-6-2025                                                                  | Tórshavn                                                                  | Fær Øer                                                                   | 2 – 1                                                                     | Gibilterra                                                                | Qual. Mondiali 2026                                                       | -                                                                         |                                                                           |
| Totale                                                                    |                                                                           | Presenze                                                                  | 29                                                                        |                                                                           | Reti                                                                      | 0                                                                         |                                                                           |

## Palmarès

### Club

#### Competizioni nazionali
- Campionato gibilterriano: 6

Lincoln Red Imps: 2015-2016, 2017-2018, 2018-2019, 2020-2021, 2021-2022, 2024-2025
- Coppa di Gibilterra: 4

Lincoln Red Imps: 2015-2016, 2020-2021, 2021-2022, 2023-2024
- Supercoppa di Gibilterra: 1

Lincoln Red Imps: 2017